# Raffaele Suà

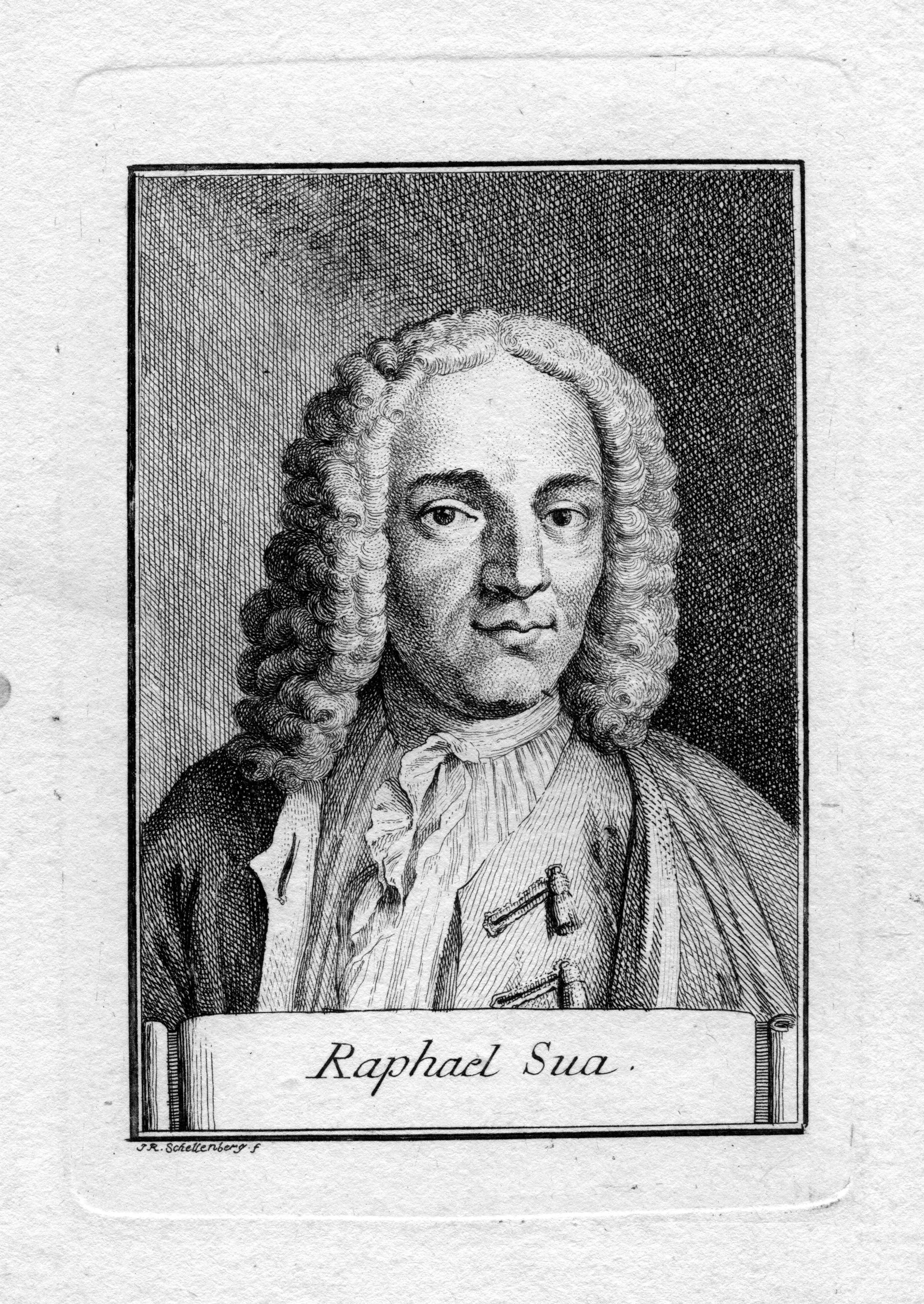
Porträt von Raffaele Suà, graviert von Johann Rudolf Schellenberg

Raffaele Suà, auch Raffaele Angelo Soave (* 1708 in Sagno, Kanton Tessin, Schweiz; † 1766 ebenda), war ein Bühnenbildner, Zeichner und Architekt.

## Leben

### Familie und Ausbildung
In Sagno im Bezirk Mendrisio ist die Familie ‹Suà› seit Anfang des 17. Jahrhunderts belegt, etliche waren Arbeitsmigranten nach Bologna und Rom. Raffaele Angelo ‹Soave›, 1708 in der italienischen Schweiz geboren, studierte an der Akademie der Schönen Künste von Bologna.
Der Bühnenbildner und Theaterarchitekt Ferdinand Galli Bibiena kam 1712 an den Wiener Hof von Karl VI., 1717 erfolgte die Ernennung zum «Ersten Architekten und Theatralingenieur». Aus Gesundheitsgründen (drohende Erblindung) begab er sich nach Bologna und lehrte an der Accademia Clementina. Raffaele Suà wurde sein Schüler. Die Akademie würdigte jährlich die besten Arbeiten. Raffaele erhielt 1727 den 1. Preis.
1721 wurde auch Giuseppe Galli Bibiena an die Accademia Clementina als Lehrer berufen. Er folgte zuvor 1712 seinem Vater Ferdinand an den Wiener Hof, um dort zu lernen. An der Accademia unterrichtete Raffaele Suà, als dieser gerade 13 oder 14 Jahre alt war. Von der künstlerischen Energie der Galli Bibienas konnte er viel lernen.

### Theaterarchitekt, Maler und Bühnenbildner am Wiener Hof
Giuseppe hatte ca. zwanzig Jahre lang bei grossen Festlichkeiten, wie Theater-/Opernproduktionen, die Dekorationsleitung am Kaiserhof in Wien inne. Es werden keine Zahlen genannt, aber ‹nachher› arbeitete Raffaele mit Giuseppe Galli Bibiena in Gesellschaft zu Wien. Suà oder ‹Soave di Sagno› machte sich am Wiener Hof als Architekturmaler einen guten Namen. Das folgende Beispiel zeigt die Vielfalt der Projekte, bei denen Suà mitwirkte.

#### Bühnenbild der OperCostanza e fortezza1723 in Prag

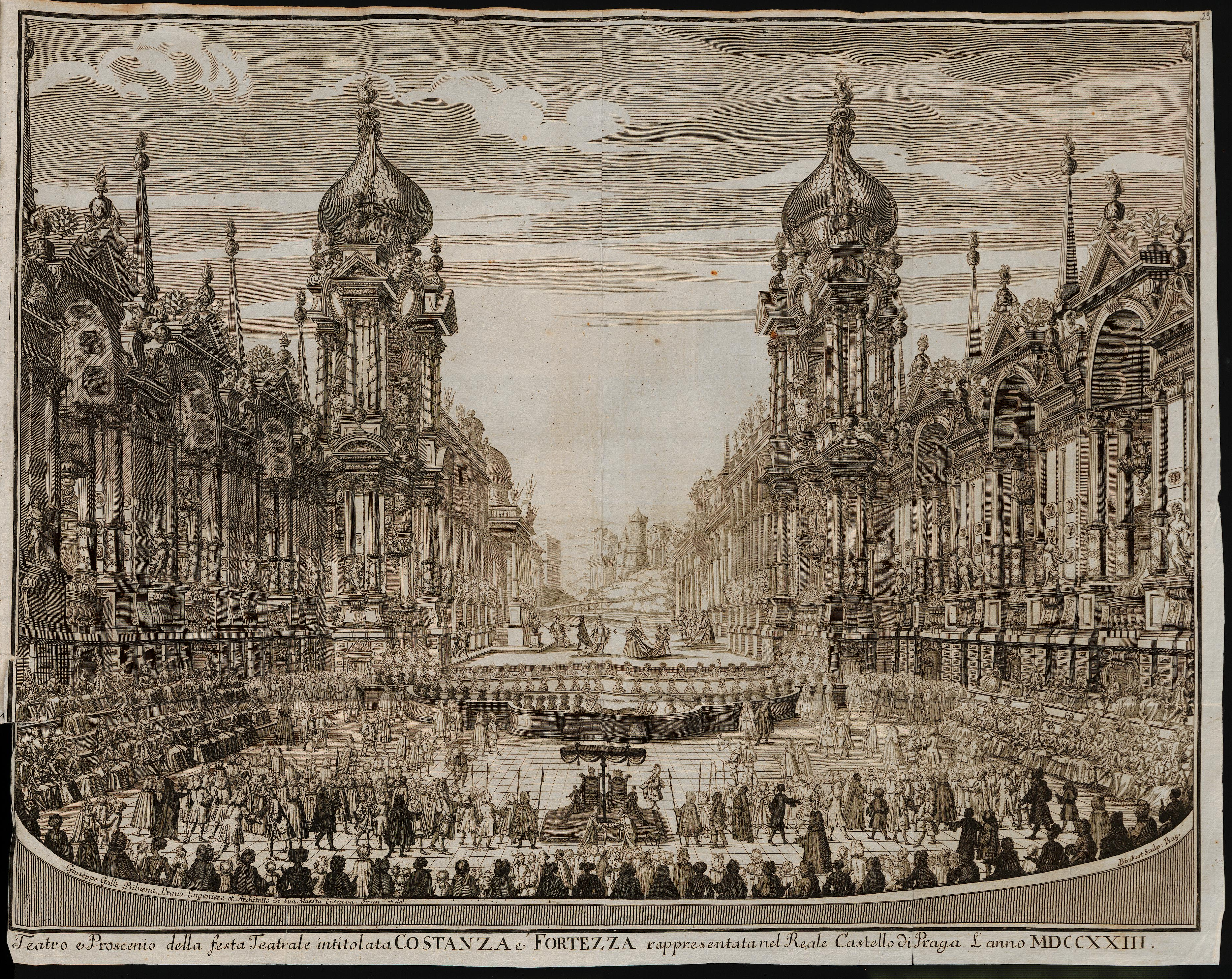
Bühnenbild der Oper Costanza e fortezza 1723 in Prag zur Krönung Kaiser Karls VI. zum König von Böhmen

Die Uraufführung der Oper Costanza e fortezza von Johann Joseph Fux fand am 28. August 1723 in Prag zur Krönung Karls VI. zum König von Böhmen statt. Theaterarchitektur und Bühnenbilder stammten von Giuseppe Galli da Bibiena. Motiv: Das eigens errichtete Theater in der Reitschule auf dem Hradschin, Blick zur Bühne. Das Bühnenbild war ein Beispiel für die Mitwirkung von Raffaele Suà.

«Er war ein vortrefflicher Zeichner in der Architektur und perspektiv, folgte dem Geschmack seines Meisters, und kam ihm gleich.»

### Als Lehrer
Die Brüder Giovanni Battista und Grandonio Brenni, aus der Künstlerfamilie Brenni (* in Salorino, der eine 1730, der andere 1738 geboren), beide Kunstmaler, waren Schüler von Suà. Sie schmückten mit Freskomalereien einen Saal der Villa Oldelli in Balbiano und lebten in Bergamo.

### Nachkommen
In Thieme-Becker Band 31 wird Felice Soave, geboren 1749 in Lugano, als Sohn des Architekten und Malers Raffael Angelo Soave genannt. Er wurde Architekt und Schriftsteller.

### Wallfahrtskirche hl. Antonius in Balerna

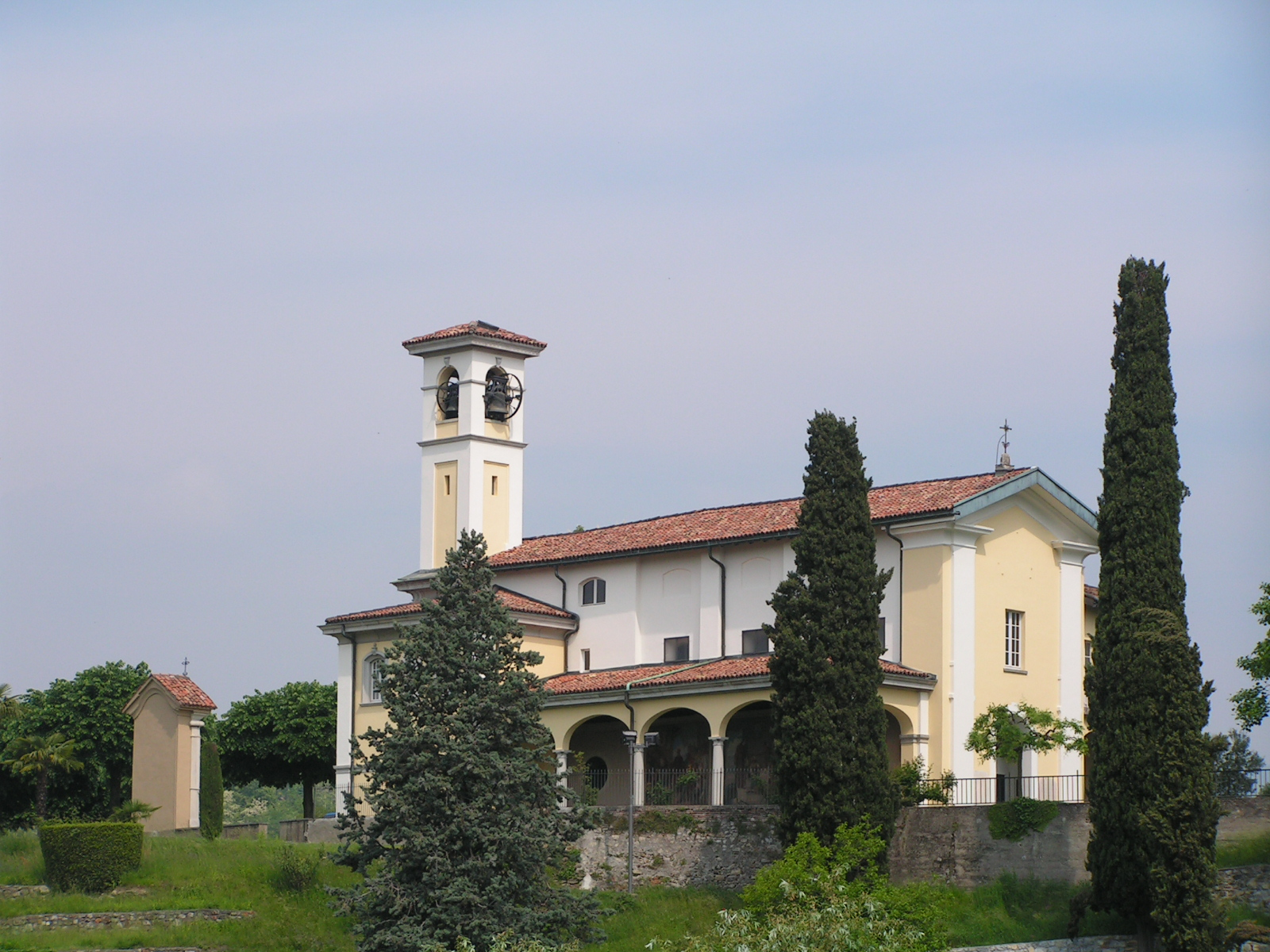
Balerna, Oratorio S. Antonio di Padua, Kreuzweg-Fresken

Die Fresken im Kreuzweg dieser Kirche in Balerna schuf Raffaele di Sagno 1752. Die Kirche wurde in den 1930er Jahren umgestaltet. Dabei ging dieses Kunstwerk verloren.